# ارفع كريم رندھاوا
ارفع کریم رندھاوا (2 فبراير 1995 - 14 يناير 2012) هي طالبة باكستانية وطفلة معجزة، حصلت على شهادة Microsoft Certified Professional (MCP) في سن التاسعة وتعتبر أصغر شخص حصل على هذه الشهادة في العالم حتى عام 2008  ، وقد دعاها بيل غيتس لزيارة مقر شركة مايكروسوفت في الولايات المتحدة، توفيت في 14 يناير 2012، وهي بعمر 16 عام، إثر سكتة قلبية.

## السيرة الذاتية

### النشأة
ولدت ارفع لعائلة بنجابية من الزط، من قرية رام دیوالی في فيصل آباد، في بنجاب بباكستان.

### الحياة المهنية
بعد العودة إلى باكستان من زيارة مقر ميكروسوفت، أجرت ارفع العديد من المقابلات، التليفيزيونية منها والصحفية. وكتب عنها سوما سوماسيغار نائب رئيس قسم التطوير البرمجي في ميكروسوفت في مدونته الخاصة. في 2 أغسطس من عام 2005، قُدمت لارفع ميدالية فاطمة جناح الذهبية في مجال العلوم والتكنولوجيا وقدمها لها رئيس الوزراء الباكستاني شوكت عزيز بمناسبة الذكرى 113 لميلاد فاطمة جناح. كما أنها حصلت على جائزة سلام للشباب الباكستاني في أغسطس عام 2005 من رئيس باكستان. استقبلت ارفع أيضًا جائزة الأداء المشرف للرئيس الباكستاني في عام 2005، وهي جائزة مدنية تُمنح للأشخاص الذين يظهرون تفوقًا في مجالاتهم عبر مدة طويلة من الزمن. كانت ارفع الصغرى التي تنال تلك الجائزة. أصبحت ارفع سفيرة لشركة الاتصال اللاسلكي الباكستانية وخدمة البرودباند المقدمة منها «إيفو» في يناير من عام 2010.

### التقدير
```
بعد عودتها من 
الولايات المتحدة
، أصبحت رمزًا في باكستان. أجرت معها العديد من القنوات مقابلات حوارية، ودُعيت إلى العديد من القمم والمؤتمرات الدولية، واسقبلت جوائز من الرئيس ورئيس الوزراء الباكستانيين. كما أنها كانت أصغر فتاة تحصل على جائزة الأداء المشرف الباكستانية. في عام 2006، دعتها ميكروسوفت لتكون متحدثة لمؤتمر تيك-إيد المقام في برشلونة. 
```

### التمثيل في المحافل الدولية
مثلت ارفع باكستان في المحافل الدولية ودعاها منتدى المحترفين الباكستانيين للمعلومات والتكنولوجيا للإقامة لمدة أسبوعين في دبي. حُجز لها استقبال عشاء خاص، بحضور العديد من المسئولين رفيعي المستوى مثل السفير الباكستاني. قُدم لارفع أثناء الرحلة العديد من الجوائز والهدايا منها لاب توب. في نوفمبر من عام 2006، حضرت ارفع مؤتمر مطوري تيك-إيد، والذي كان شعاره «كن الأول في اللعبة» في برشلونة، إذ دعتها ميكروسوفت للحضور. كانت الباكستانية الوحيدة من ضمن 5000 مطور في المؤتمر.

### الإنجازات
كانت ارفع طفلة عبقرية نالت شهادة الاحتراف من ميكروسوفت في التاسعة من عمرها.
- قدَّر بيل غيتس شخصيًّا انجازها ودعاها إلى مقر ميكروسوفت.
- نالت جائزة الأداء المشرف من حكومة باكستان.
- في 2 أغسطس من عام 2005، كانت أصغر من حصل على شهادة للطيران من نادي طيران دبي.
- نالت ميدالية فاطمة جناح الذهبية في مجال العلوم والتكنولوجيا من رئيس الوزراء الباكستاني شوكت عزيز في الذكرى 113 لفاطمة جناح.
- نالت جائزة سلام للشباب الباكستاني في أغسطس 2005 من الرئيس الباكستاني.
- حصلت على جائزة الرئيس للأداء المشرف، وهي جائزة مدنية للذين يظهرون تفوقًا في مجالهم لفترة طويلة من الزمن، لتكون أصغر من يحصل عليها.
- أصبحت ارفع سفيرة لشركة الاتصال اللاسلكي الباكستانية وخدمة البرودباند المقدمة منها «إيفو» في يناير من عام 2010.

### الوفاة
في عام 2011، وفي سن السادسة عشر، كانت ارفع تدرس في مدرسة لاهور للنحو في حرم باراغون في السنة الثانية لمستويات أ. في 22 ديسمبر من عام 2011، عانت ارفع من أزمة قلبية بعد نوبة صرع تسببت في إتلاف دماغها، وحُجزت في مستشفى لاهور العسكري المشترك في حالة حرجة.
في 9 يناير عام 2012، اتصل بيل غيتس بوالدي ارفع ليخبرا الأطباء بتبني أي إجراء طبي ممكن لعلاجها. جهز غيتس قائمة خاصة من الأطباء الدوليين الذين ظلوا على اتصال بأطبائها المحليين خلال الاتصال عبر الإنترنت. استقبل الأطباء تفاصيل عن مرضها وقدموا المساعدة في تشخيص حالتها وعلاجها. رفض الأطباء المحليين اقتراح نقلها إلى مستشفى آخر نظرًا لكونها في حالة حرجة. كما ناشد أهل ارفع بيل غيتس للتكفل بتكاليف علاجها.
في 13 يناير عام 2012، بدأت ارفع في التعافي، وأظهرت بعض المناطق من دماغها تحسنًا. وقال والدها أمجد عبد الكريم رندهاوا أن ميكروسوفت أتاحت إمكانية نقلها إلى الولايات المتحدة لتلقي الرعاية المناسبة.
ماتت ارفع في مستشفى في لاهور في 14 يناير من عام 2012 بعمر 16 عامًا. حضر جنازتها وزير بنجاب شاهباز شريف. ودُفنت في قرية أجدادها في رام دیوالی في فيصل آباد في بنجاب بباكستان.

## حديقة ارفع لتكنولوجيا البرمجيات
تعتبر حديقة ارفع لتكنولوجيا البرمجيات أكبر حديقة في الدولة للمعلومات وتكنولوجيا الاتصالات. هذا المبنى المكون من 17 طابق هو أول منشأة دولية معيارية في باكستان موجودة بلاهور. بدأ هذا المشروع تحت اسم «حديقة لاهور للتكنولوجيا»، وفي 15 يناير من عام 2012 أصبح اسمه «حديقة ارفع لتكنولوجيا البرمجيات» كما سماه وزير بنجاب ميان شاهباز شريف. ستساعد الحديقة في نشر رؤية حكومة بنجاب حول تكنولوجيا المعلومات مع الصناعة والعامة.